# رنگینک سرخاکستری
رنگینک سرخاکستری یا سهره ریز سرخاکستری (نام علمی: Lonchura caniceps) گونه‌ای از سهرگان ریز است که بومی شبه‌جزیره پاپوآ است. میزان گستره جهانی برآوردشده بین ۵۰۰۰۰ تا ۱۰۰۰۰۰ کیلومتر مربع است. در ساوانای نمناک، درختچه‌زارها و تالاب‌ها یافت می‌شود. وضعیت گونه به عنوان کمترین نگرانی ارزیابی می‌شود.